# Lista de bairros de Itumbiara
Abaixo segue-se uma lista dos bairros da cidade brasileira de Itumbiara, estado de Goiás. A lista compreende os bairros oficiais, ou seja, aqueles devidamente reconhecidos por lei.
- Afonso Pena[1]
- Alto da Boa Vista[2]
- Alto da Trindade[3]
- Beira Rio
- Bela Vista[4]
- Brasília[3]
- Centro
- Cidade Jardim[3]
- Dionária Rocha[3]
- Dom Bosco[3]
- Dona Marolina[5]
- Dona Sinica[3]
- Ferreira da Costa[5]
- Jardim América[3]
- Jardim Bandeirantes[3]
- Jardim Europa[5]
- Jardim Flamboyant[5]
- Jardim Leonora[3]
- Jardim Liberdade[3]
- Jardim Morumbi[6]
- Jardim Primavera
- Karfan[5]
- Ladário Cardoso de Paula[7]
- Maria Luiza Machado[5]
- Morada dos Sonhos
- Mutirão[8]
- Norma Gibalde[5]
- Nossa Senhora da Saúde[9]
- Nova Aurora[3]
- Novo Horizonte[10]
- Parque Vale dos Buritis[3]
- Planalto
- Paranaíba[11]
- Remy Martins[12]
- Santa Inês[5]
- Santa Rita[3]
- Santos Dumont[3]
- São João[5]
- São Sebastião
- Social[3]
- Sonho Verde[5]
- Ulysses Guimarães[3]
- Vila de Furnas[13]
- Vila Vitória[3]
- Village Beira Rio[3]
- Zenon Borges